# Inga arinensis
Inga arinensis är en ärtväxtart som beskrevs av Frederico Carlos Hoehne. Inga arinensis ingår i släktet Inga och familjen ärtväxter. Inga underarter finns listade i Catalogue of Life.